# Art support
Art Support er en eksperimentalfilm fra 1994 instrueret af Lars Nørgård efter manuskript af Lars Nørgård.

## Handling
En film af billedkunstneren Lars Nørgård. Billeder er billeder. Så længe filmen har eksisteret, har den været en dragning og udfordring for billedkunsten, som her kunne opnå en ekstra dimension: Tiden. Traditionen for dette valgslægtskab mellem canvas- og biograflærredet er så lang som filmhistorien selv. Leger, Man Ray, Marcel Duchamp, Salvador Dali, Richard Serra, Richter og mange andre har gennem tiden udfordret celluloiden og dens lukkede univers og sprængt filmsprogets rammer.
I det perspektiv, er det ingen nyhed, når vi kunstneren Lars Nørgård tager favntag med det "store" lærred. Men fornyelse er det. Lars Nørgårds drilske allegorier og komiske surrealisme i enkle og klare streger er et stykke dristigt filmisk haute couture.